# Complete Rarities: I.R.S. 1982–1987
Complete Rarities: I.R.S. 1982–1987 és una compilació de cançons de la banda estatunidenca de rock alternatiu R.E.M. durant l'etapa en la qual treballaven amb la discogràfica I.R.S. Records. Es va publicar el 19 de maig de 2014 només via descàrrega digital i sense format físic. També s'hi van incloure les cançons del primer senzill de la banda, publicat el juliol de 1981 dins el segell Hib-Tone.

## Llista de cançons
| Núm.          | Títol | Durada |
| ------------- | --- | ------ |
| 1.            | «Radio Free Europe» (senzill de Hib-Tone)                                                                | 3:48   |
| 2.            | «Sitting Still» (senzill de Hib-Tone)                                                                    | 3:16   |
| 3.            | «White Tornado»                                                                                          | 1:56   |
| 4.            | «Gardening at Night» (Different Vocal Mix)                                                               | 3:30   |
| 5.            | «Gardening at Night» (acústica)                                                                          | 3:54   |
| 6.            | «All the Right Friends»                                                                                  | 3:54   |
| 7.            | «Moon River» (Johnny Mercer)                                                                             | 2:21   |
| 8.            | «Pretty Persuasion»                                                                                      | 4:02   |
| 9.            | «There She Goes Again» (Lou Reed)                                                                        | 2:49   |
| 10.           | «Tighten Up» (Archie Bell, Billy Buttier)                                                                | 4:09   |
| 11.           | «Ages of You» (directe)                                                                                  | 3:48   |
| 12.           | «We Walk» (directe)                                                                                      | 3:17   |
| 13.           | «1,000,000» (directe)                                                                                    | 3:26   |
| 14.           | «Gardening at Night» (Electric Demo)                                                                     | 4:44   |
| 15.           | «Just a Touch»                                                                                           | 2:38   |
| 16.           | «King of the Road» (Roger Miller)                                                                        | 3:14   |
| 17.           | «Pale Blue Eyes» (Lou Reed)                                                                              | 2:54   |
| 18.           | «Voice of Harold»                                                                                        | 4:25   |
| 19.           | «Walters Theme»                                                                                          | 1:32   |
| 20.           | «White Tornado»                                                                                          | 1:52   |
| 21.           | «Windout» (Jerry Ayers, Berry, Buck, Mills, Stipe)                                                       | 1:49   |
| 22.           | «Wind Out» (With Friends) (Ayers, Berry, Buck, Mills, Stipe)                                             | 2:00   |
| 23.           | «9–9» (directe)                                                                                          | 3:06   |
| 24.           | «Gardening at Night» (directe)                                                                           | 3:48   |
| 25.           | «Catapult» (directe)                                                                                     | 4:03   |
| 26.           | «Ages of You»                                                                                            | 3:43   |
| 27.           | «Bandwagon» (Berry, Buck, Mills, Lynda Stipe, M. Stipe)                                                  | 2:17   |
| 28.           | «Burning Down»                                                                                           | 4:12   |
| 29.           | «Burning Hell»                                                                                           | 3:49   |
| 30.           | «Crazy» (Randy Bewley, Vanessa Briscoe, Curtis Crowe, Michael Lachowski)                                 | 3:03   |
| 31.           | «Driver 8» (directe)                                                                                     | 3:30   |
| 32.           | «Bad Day»                                                                                                | 3:03   |
| 33.           | «Femme Fatale» (Reed)                                                                                    | 2:50   |
| 34.           | «Hyena» (demo)                                                                                           | 2:49   |
| 35.           | «Mystery to Me» (demo)                                                                                   | 2:01   |
| 36.           | «Rotary Ten»                                                                                             | 2:01   |
| 37.           | «Theme from Two Steps Onward» (demo)                                                                     | 4:37   |
| 38.           | «Tired of Singing Trouble»                                                                               | 0:59   |
| 39.           | «Toys in the Attic» (Steven Tyler, Joe Perry)                                                            | 2:28   |
| 40.           | «Romance»                                                                                                | 3:27   |
| 41.           | «Last Date»                                                                                              | 2:16   |
| 42.           | «Finest Worksong» (Lengthy Club Mix)                                                                     | 5:52   |
| 43.           | «Finest Worksong» (Mutual Drum Horn Mix)                                                                 | 3:51   |
| 44.           | «Finest Worksong» (Other Mix)                                                                            | 3:46   |
| 45.           | «Maps and Legends» (directe)                                                                             | 3:16   |
| 46.           | «Disturbance at the Heron House» (directe)                                                               | 3:26   |
| 47.           | «The One I Love» (directe)                                                                               | 4:06   |
| 48.           | «Swan Swan H» (acústica)                                                                                 | 2:42   |
| 49.           | «(All I Have to Do Is) Dream» (Felice and Boudleaux Bryant)                                              | 2:38   |
| 50.           | «Time After Time Etc.» (inclou fragments de «So. Central Rain» i «Red Rain» per Peter Gabriel) (directe) | 8:22   |
| Durada total: | Durada total:                                                                                            | 165:29 |